# NGC 792
NGC 792 (również PGC 7744 lub UGC 1517) – galaktyka soczewkowata (S0), znajdująca się w gwiazdozbiorze Barana. Odkrył ją John Herschel 7 września 1828 roku.